# Krutåga
Krutåga est une localité du comté de Nordland, en Norvège.

## Géographie
Administrativement, Krutåga fait partie de la kommune de Hattfjelldal.